# Бодман, Самуэль
Самюэль Райт Бодман III (англ. Samuel Wright Bodman III; 26 ноября 1938, Чикаго, Иллинойс — 7 сентября 2018, Эль-Пасо, Техас) — американский политический и государственный деятель, министр энергетики США с 2005 по 2009 год. Член Республиканской партии.
Заместитель министра финансов (2004—2005) и заместитель министра торговли (2001—2003).

## Биография
В 1961 году окончил со степенью бакалавра химической технологии Корнеллский университет. В 1965 году он получил степень доктора наук в области химической технологии в Массачусетском технологическом институте.
Бодман был адъюнкт-профессором в МТИ и начал свою работу в финансовом секторе в качестве технического директора Американской корпорации исследований и разработок, фирмы венчурного капитала.
Он работал в Fidelity Venture Associates, подразделении Fidelity Investments. В 1983 году он был назначен президентом и главным операционным директором Fidelity Investments и директором группы взаимных фондов Fidelity. В 1987 году он присоединился к Cabot Corporation, занимал пост председателя, главного исполнительного директора и директора.
Бывший директор DuPont.
В 1997 году Самуэль Бодман женился на Диане Барбер. У пары трое общих детей, два пасынка и восемь внуков.
Бодман умер в возрасте 79 лет в Эль-Пасо.